# 十二形拳
形意拳基本架式，是繼五行拳後的單練動作，主要是模仿十二種動物的特性及防身本能，取其意而結合形意拳的拳路動作。這十二種動物包括：龍、虎、猴、馬、雞、燕、鷂、蛇、鼉、鳥台、鷹、熊。（尚氏形意拳不稱鼉形而叫鮀形。）
十二形的內容，燕、鷂、雞為數個動作的短套路。河北派練的鷹、熊是組合動作，稱為「鷹熊合形」。山西派鷹、熊則為獨立單練動作。

## 十二形拳歌訣
龍形歌訣：龍形屬陰搜骨能，左右躍步用柔功。雙掌穿花加起落，兩腿抽換要靈通。 
虎形歌訣：虎形屬陽力勇猛，跳澗搜山它最能。搶步起時加雙鑽，雙掌抱氣撲如風。 
猴形歌訣：猴形輕靈起縱輕，機警敏捷攀枝能。叼繩之中加掛印，扒桿加掌向喉中。 
馬形歌訣：馬有垂韁疾蹄功，跳澗過步速如風。丹田抱氣雙拳裹，左右雙沖是真情。 
鼉形歌訣：鼉性最靈浮水中，左右撥水是真形。又有鑽意加側打，左顧右盼攔中用。 
雞形歌訣：金雞報曉獨立能，抖翎發威爭鬥勇。獨立先左後右意，食米奪米上架行。 
燕形歌訣：燕雀輕盈抄水能，向後展翅快如風。上托提撩三抄水，全部動作要輕靈。 
鷂形歌訣：鷂有束身入林能，又有翻身鑽天功。先從束身後入林，鑽天翻身前後同。 
蛇形歌訣：蛇體玲瓏撥草輕，屈伸如意蟠繞能。左右斜撥是靠打，橫勁原由坎中生。 
(鳥台)形歌訣：鳥台性最直能豎尾，上架下落用拳行。展翅之中有挽式，虛心實腹真道成。 
鷹形歌訣：鷹張烈狠捕捉能，上似劈拳下擄功。左右行之可進退，鑽翻采擄是真情。 
熊形歌訣：熊態沉穩威力猛，外陰內陽升降中。裹翻之中有橫拳，左右斜行起落從。 
鷹熊合演：鷹熊合演拳掌變，起鷹落熊走兩邊。鑽時提足須含意，落時勁貫毫髮間。